# Mekado
Le Mekado sono un girl group tedesco. Il gruppo ha partecipato all'Eurovision Song Contest 1994 in rappresentanza della Germania con il brano Wir geben 'ne Party, classificandosi al terzo posto.

## Formazione
- Melanie Bender
- Kati Karney
- Dorkas Kiefer